# Военно-транспортный самолёт

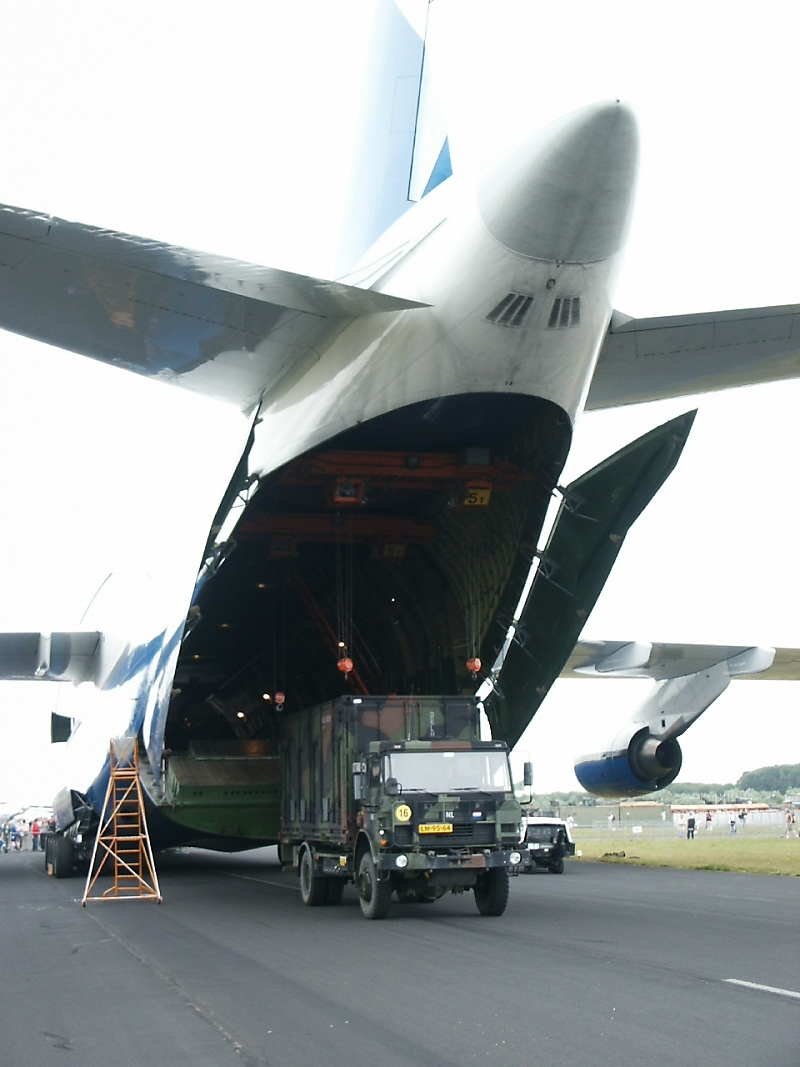
Погрузка военных грузов в военно-транспортный самолёт Ан-124 «Руслан» на голландской военной базе (2005).

Военно-транспортный самолёт — специальный транспортный самолёт, в военной авиации вооружённой силы государства, предназначенный для доставки войск, вооружения, военной техники и другого военного оборудования.

## История
Военно-транспортный самолёт появился как специально приспособленный гражданский самолёт во время Второй мировой войны из переоборудованных пассажирских самолётов для отдельного рода авиации — Военно-транспортной. 
Военно-транспортные самолёты обычно способны действовать на неподготовленных аэродромах. У таких самолётов в конструкции имеется в наличии специализированное военное оборудование (в отдельности или в совокупности): прицельно-навигационное оборудование или навигационное оборудование, выводящее самолёт в «тактическую точку» для (воздушного) сброса грузов и десанта; вооружение; оборудование, помогающее осуществлять перевозку личного состава и военной техники; оборудование, осуществляющее специализированное аэрофотографирование; специализированные прицелы (бомбардировочные или коллиматорные); тепловизоры и другое военное специализированное оборудование.
Существуют многоцелевые военно-транспортные самолёты, например в рамках общеевропейской программы MRTT (англ. Multi Role Tanker Transport) ведутся работы по созданию перспективных многоцелевых транспортно-заправочных самолётов на базе широкофюзеляжных лайнеров А310 и А330 фирмы Airbus - Airbus A330 MRTT. Также авиастроительной компанией Airbus Military создан единый европейский военно-транспортный самолёт Airbus A400M Atlas.

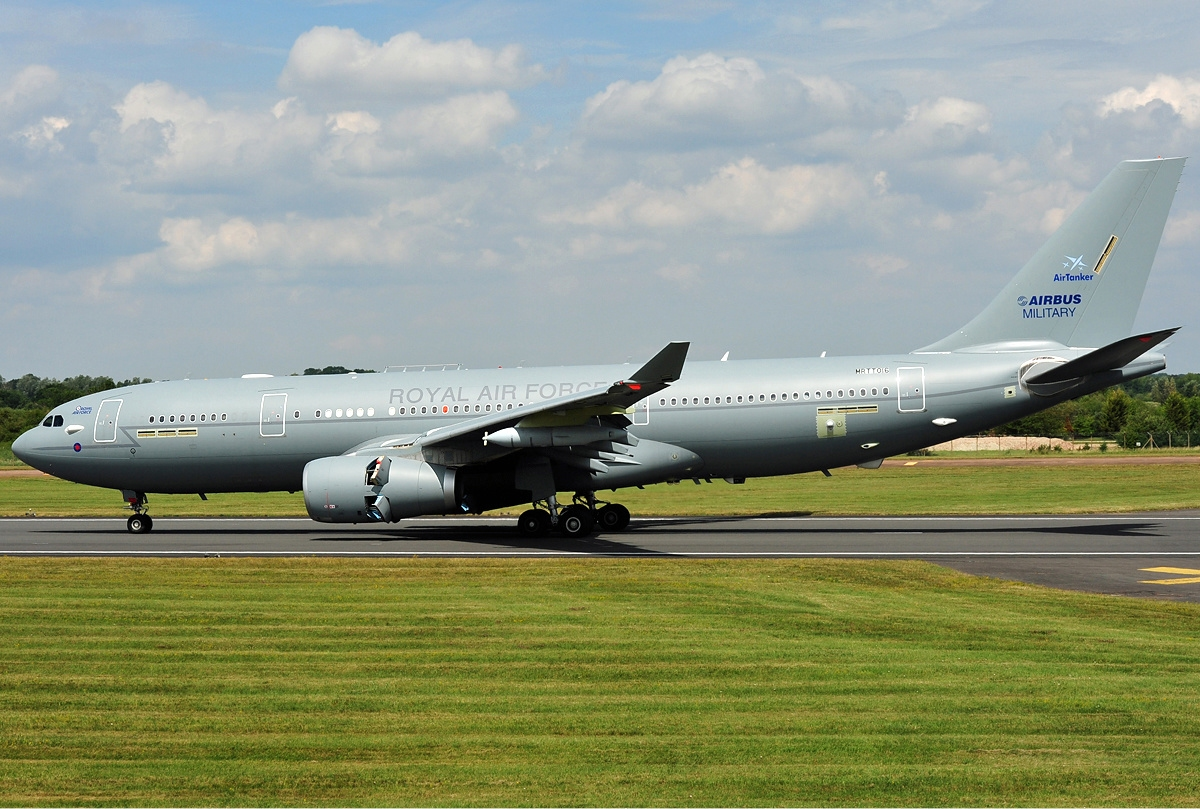
Airbus A330 MRTT
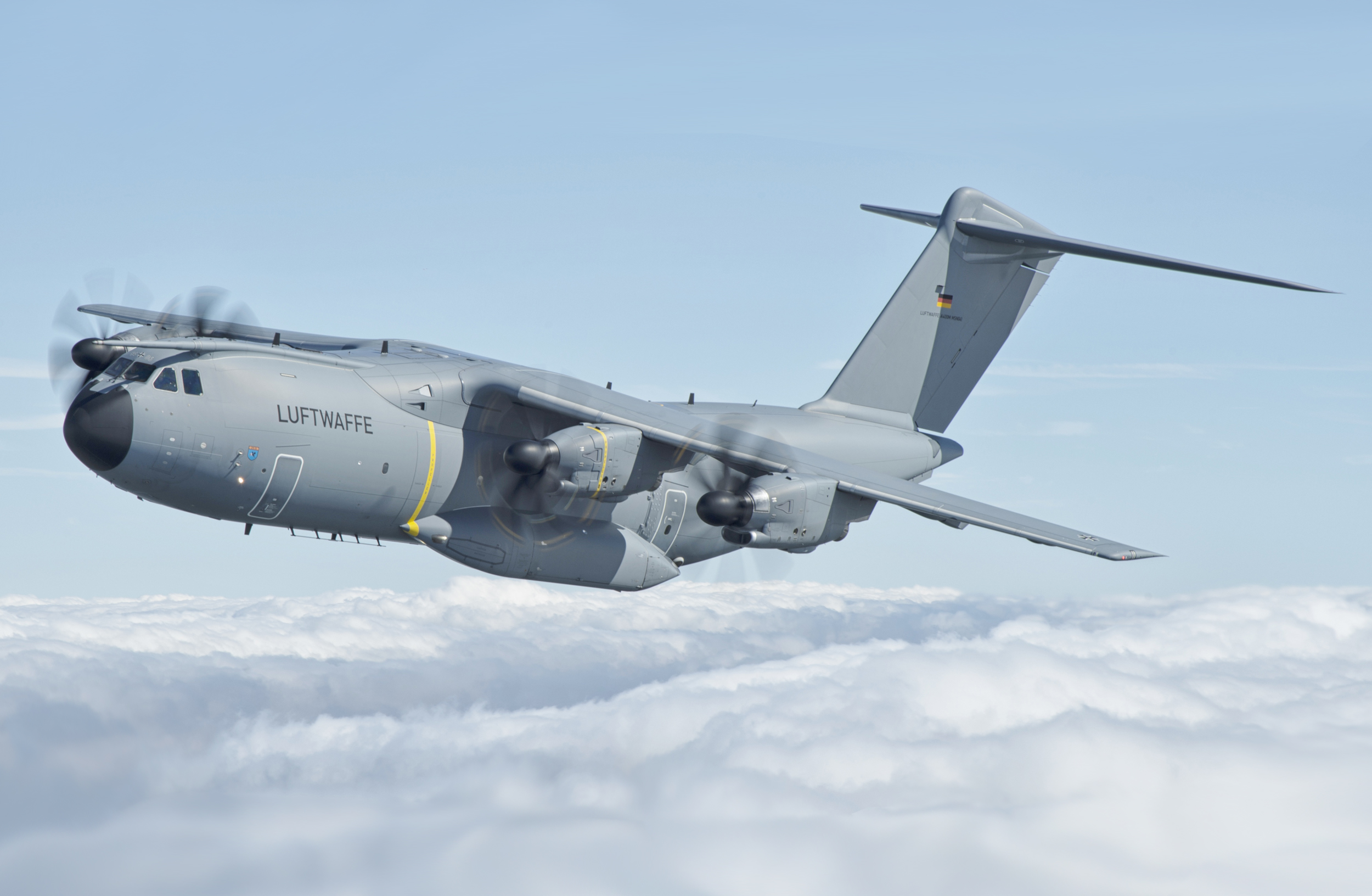
Airbus A400M Atlas

Транспортные самолёты, находящиеся в реестре гражданских судов, являются гражданскими транспортными самолётами. Такие самолёты также могут привлекаться для перевозки военных грузов, но они не являются военно-транспортными самолётами, так как находятся в реестре гражданских судов.

## Классификация
В различных государствах Военно-транспортные самолёты имеют различную классификацию.
Так на начало 2013 года Генштаб ВС России утвердил четырёхрядную структуру военно-транспортной авиации:
- лёгкий военно-транспортный самолёт (полезная нагрузка 6 тонн) в настоящий момент представлен Ан-26;
- средний военно-транспортный самолёт (полезная нагрузка 20 тонн) в настоящий момент представлен Ан-12;
- тяжёлый военно-транспортный самолёт (полезная нагрузка 60 тонн) в настоящий момент представлен Ил-76;
- сверхтяжёлый военно-транспортный самолёт (полезная нагрузка жёстко не определена) в настоящий момент представлен Ан-124.